# Сарганс (град)
Сарганс (нем. Sargans) је муниципалитет и историјски град у швајцарском кантону Санкт Гален и центар Саргансерланда.

## Географија
Сарганс лежи на пресеку долине Алпске Рајне, која овде скреће од југоистока ка североистоку, и Сезтала, који повезује долину Алпске Рајне са Циришким језером без икакве значајне висинске разлике.
Најнижа тачка је железничка станица на надморској висини од 480 м, највиша тачка општине је на Гонцену на надморској висини од 1830 м. Највиши део Сарганса, који је насељен је на Гонцену на 730 м надморске висине, а зове се Прод, у колоквијалном смислу и Проуд. Општини припада и  Вилд.
Подаци из 2006. године: Сарганс има површину од 9,5 km². На овом подручју се 38,4% користи у пољопривредне сврхе, док је 35,2% пошумљено. Од остатка земљишта 20,2% је насељено (зграде или путеви), а остатак (6,2%) је непродуктивно (реке или језера).
Источна граница муниципалитета је река Рајна и Лихтенштајн.

## Демографија
Према попису становништа из 2019. Сарганс има 6.200 становника. 2007. године око 22,0% становништва чинили су страни држављани. Од страног становништва (2000. године) 34 је из Немачке, 126 је из Италије, 432 је из бивше Југославије, 38 је из Аустрије, 50 је из Турске, а 228 је из других земаља.
Током последњих 10 година број становника је порастао по стопи од 7,3%. Већина становништва (2000.) говори немачки језик (87,0%), а српскохрватски је други по учесталости (3,2%), а италијански трећи (2,1%). Од швајцарских националних језика (закључно са 2000. годином) 4.146 говори немачки, 18 људи говори француски, 102 особе говоре италијански језик, а 22 особе говоре романшки.
Историја становништва Сарганса видимо у следећој табели.
| година | становништво |
| ------ | ------------ |
| 1800   | 680          |
| 1850   | 907          |
| 1900   | 931          |
| 1950   | 2,075        |
| 1960   | 2,571        |
| 1970   | 4,058        |
| 2000   | 4,765        |

## Религија
Према попису из 2000. године, 3.001 или 63,0% су римокатолици, док је 843 или 17,7% припадало Швајцарској реформисаној цркви. Од остатка становништва, 4 су особе (или око 0,08% становништва) које припадају хришћанско-католичкој вери, има 132 особе (или око 2,77% становништва) које припадају православној цркви, и тамо су 53 особе (или око 1,11% становништва) које припадају другој хришћанској цркви. Постоје 4 појединца (или око 0,08% становништва) који су Јевреји и 265 (или око 5,56% становништва) који су муслимани. Постоји 75 појединаца (или око 1,57% становништва) који припадају другој цркви (која није наведена на попису становништва), 218 (или око 4,58% становништва) не припада ниједној цркви, агностик је или атеиста и 170 појединаца ( или око 3,57% становништва) није одговорило на питање.

## Економија
2007. године Сарганс је имао стопу незапослености од 1,75%. 2005. године било је запослено 79 људи у примарном економском сектору и око 29 предузећа која су била укључена у овај сектор. 1.171 запослено је у секундарном сектору и у овом сектору постоји 58 предузећа. 1.791 особа је запослена у терцијарном сектору, са 218 предузећа у овом сектору.
Октобра 2009. просечна стопа незапослености износила је 3,9%.

## Клима
Сарганс има просечно 142,2 дана кише или снега годишње и у просеку има 1.325 мм (52,2 инча) падавина. Највлажнији месец је август, за које време у Сарганс пада у просеку 153 мм кише или снега. Месец са највише дана падавина је јун, са просеком од 14,5, али са само 136 мм кише или снега. Најсушнији месец у години је октобар са просечно 82 мм падавина током 14,3 дана.

## Наслеђа од националног значаја
И локална рударска компанија и замак Сарганс наведени су као места швајцарске културне баштине од националног значаја. Најважнија знаменитост у Саргансу и симбол целог Саргансерланда је замак Сарганс, у коме се од 1966. налази музеј Саргансерланд (нем. das Museum Sarganserland). Музеј је 1984. године награђен наградом „Музеј године у Европи“, а 1987. године уврштен је на листу 37 најпопуларнијих музеја на свету. Још једна атракција је рудник гвожђа Гонцен, који је сада доступан као изложбени рудник i који омогућава обилазак По дану (нем. Unter Tag).
Знаменитости Сарганса доступне су на информативној страници Културпфанд Сарганса.

## Култура
Сарганс, kao историјски град од средине 13. века, чини позадину саргансових средњовековних дана који се одржавају од 2009. године. Под аспектом „малог, али лепог“, покушавају се што аутентичније приказати тржни дан око 1250. године. Примена је у рукама локалних иницијатора (тренутно руководство: Матиас Буг), уз учешће специјализованих средњовековних група. Организација: Општина Сарганс са историјским удружењем Саргансер Културпфад (нем. Sarganser Kulturpfad) и Саргансерланд. Удружење Хисториа Санегаунс (нем. Historia Sanegauns), основано 27. марта 2015. године, тренутно је одговорно за организацију.

## Угледни људи
- Јосеф Антон Хене (1798. у Саргансу - 1870), швајцарски историчар и политичар током формирања модерне швајцарске државе.
- Александар Хуг (рођен 1975.) швајцарски ски планинар, живи у Саргансу.